# Mykola Berezutskiy
Mykola Berezutskiy, né le 22 mars 1937 à Donetsk et mort le 20 décembre 2022, est un athlète ukrainien, spécialiste du 110 m haies. 

## Biographie
Concourant sous les couleurs de l'URSS, il remporte la médaille de bronze du 110 m haies lors des championnats d'Europe d'athlétisme de 1962, à Belgrade, devancé par son compatriote Anatoliy Mikhailov et l'Italien Giovanni Cornacchia.
Il participe aux Jeux olympiques de 1960 et atteint les demi-finales du 110 m haies.

### Palmarès
| Date | Compétition           | Lieu     | Résultat | Épreuve     | Performance |
| ---- | --------------------- | -------- | -------- | ----------- | ----------- |
| 1962 | Championnats d'Europe | Belgrade | 3e       | 110 m haies | 14 s 2      |

### Records
| Épreuve     | Performance | Lieu    | Date            |
| ----------- | ----------- | ------- | --------------- |
| 110 m haies | 14 s 1      | Rostock | 15 juillet 1962 |